# Walter Ris
Walter Steven Ris (Chicago, 4 gennaio 1924 – Mission Viejo, 25 dicembre 1989) è stato un nuotatore statunitense.
Specializzato nello stile libero ha vinto due medaglie d'oro, nei 100 m sl e nella staffetta 4 × 200 m sl ai Giochi olimpici di Londra 1948.
Nel 1980 è diventato uno dei Membri dell'International Swimming Hall of Fame.
È stato primatista mondiale della staffetta 4 × 200 m sl.

## Palmarès
- Olimpiadi
  - Londra 1948: oro nei 100 m sl e nella staffetta 4 × 200 m sl.